# Rezoluția 68/262 a Adunării Generale a Organizației Națiunilor Unite
     În favoare
     Împotrivă
     S-au abținut
     Au absentat

Rezultatele rezoluției cu privire la integritatea teritorială a Ucrainei:
În favoare
Împotrivă
S-au abținut
Au absentat

Rezoluția A/RES/68/262 a Adunării Generale a ONU a fost adoptată la 27 martie 2014 ca rezultat al consultării deschise la a 80-a reuniune plenară a sesiunii 68 a Adunării Generale a ONU. Această sesiune a Adunării Generale a Organizației Națiunilor Unite a fost convocată în mod special pentru a aborda problema ocupației armate de către Rusia a unor părți din teritoriul Ucrainei (Republica Autonomă Crimeea și orașul Sevastopol).
Documentul a fost adoptat ca răspuns al ONU la anexarea de către Rusia a părților din teritoriul Ucrainei, fiind adoptat cu titlul „Integritatea teritorială a Ucrainei”. Rezoluția a reiterat angajamentul Adunării Generale a ONU cu privire la integritatea teritorială a Ucrainei în cadrul granițelor sale recunoscute pe plan internațional și a subliniat invaliditatea referendumului din Crimeea (2014).
Rezoluția a fost introdusă de Canada, Costa Rica, Germania, Lituania, Polonia și Ucraina. Adoptarea rezoluției a fost precedată de încercări nereușite ale membrilor Consiliului de Securitate al Organizației Națiunilor Unite, care au convocat șapte reuniuni pentru a găsi o soluție cu privire la problema crizei din Crimeea; aceste eforturi au fost însă anulate de veto-ul Rusiei.